# Società Sportiva Lanerossi Vicenza 1967-1968
Questa voce raccoglie le informazioni riguardanti la Società Sportiva Lanerossi Vicenza nelle competizioni ufficiali della stagione 1967-1968.

## Stagione
Nella stagione 1967-1968 il L.R. Vicenza disputa il campionato di Serie A a sedici squadre, ottiene 25 punti in classifica piazzandosi al dodicesimo posto, lo scudetto è stato vinto dal Milan con 46 punti, davanti al Napoli secondo con 37 punti. Retrocedono in Serie B il Brescia e la Spal con 22 punti ed il Mantova con 17 punti.
Nel Vicenza affidato ad Arturo Silvestri, rinforzato dagli arrivi dal Bologna del portiere William Negri, dall'Inter del centrocampista Mauro Bicicli e della punta Luís Vinício, il miglior marcatore stagionale risulta Sergio Gori con otto reti. Una squadra quella vicentina forte tra le mura amiche dove ottiene 20 punti e fragile in trasferta con soli 5 punti presi in quindici partite senza nessuna vittoria esterna. La salvezza certa arriva proprio all'ultima giornata, grazie alla vittoria interna (1-0) con la Fiorentina. In Coppa Italia i biancorossi sono estromessi al primo turno dall'Atalanta.

## Rosa

Il nuovo portiere William Negri (a destra) esce dal campo discutendo con il giallorosso Losi, al termine della trasferta di Roma (0-0) del 12 novembre 1967.

| N. |                   | Ruolo | Calciatore         |
| -- | ----------------- | ----- | ------------------ |
|    | Italia (bandiera) | P     | William Negri      |
|    | Italia (bandiera) | P     | Adriano Bardin     |
|    | Italia (bandiera) | D     | Mario Calosi       |
|    | Italia (bandiera) | D     | Sergio Carantini   |
|    | Italia (bandiera) | D     | Marino Rossetti    |
|    | Italia (bandiera) | D     | Gianfranco Volpato |
|    | Italia (bandiera) | D     | Gabriele Piampiani |
|    | Italia (bandiera) | D     | Roberto De Petri   |
|    | Italia (bandiera) | C     | Ivan Gregori       |

| N. |                    | Ruolo | Calciatore       |
| -- | ------------------ | ----- | ---------------- |
|    | Italia (bandiera)  | C     | Domenico Fontana |
|    | Italia (bandiera)  | A     | Sergio Gori      |
|    | Uruguay (bandiera) | A     | Héctor Demarco   |
|    | Brasile (bandiera) | A     | Luís Vinício     |
|    | Italia (bandiera)  | A     | Mauro Bicicli    |
|    | Italia (bandiera)  | A     | Luigi Menti      |
|    | Italia (bandiera)  | A     | Giuseppe Cosma   |
|    | Italia (bandiera)  | A     | Nicola Ciccolo   |
|    | Italia (bandiera)  | A     | Mario Russo      |

## Risultati

### Serie A

#### Girone di andata
| Arbitro: | Motta (Monza) |

|             |           |  |
| Vinicio 44’ | Marcatori |  |

| Arbitro: | Monti (Ancona) |

|             |           |  |
| Fontana 90’ | Marcatori |  |

| Arbitro: | Bernardis (Trieste) |

|             |           |  |
| Mazzola 18’ | Marcatori |  |

| Arbitro: | Gonella (Torino) |

|                          |           |  |
| Anastasi 66’ Vastola 79’ | Marcatori |  |

| Arbitro: | Carminati (Milano) |

|          |           |             |
| Gori 63’ | Marcatori | 4’ Pascutti |

| Arbitro: | Piantoni (Terni) |

|             |           |            |
| Altafini 4’ | Marcatori | 9’ Vinicio |

| Arbitro: | Vacchini (Milano) |

|               |           |  |
| Gori 43’, 82’ | Marcatori |  |

| Roma 12 novembre 1967 8ª giornata | Roma             | 0 – 0 | Lanerossi Vicenza | Stadio Olimpico\| Arbitro: \| Gonella (Torino) \| |
| Arbitro:                          | Gonella (Torino) |       |                   |                                                   |

| Arbitro: | Monti (Ancona) |

|                               |           |                |
| Demarco 27’ Rosato 68’ (aut.) | Marcatori | 21’, 44’ Prati |

| Arbitro: | Genel (Trieste) |

|  |           |                              |
|  | Marcatori | 29’ Cinesinho 76’ Menichelli |

| Arbitro: | Di Tonno (Lecce) |

|                    |           |  |
| Savoldi 70’ (rig.) | Marcatori |  |

| Arbitro: | Vacchini (Milano) |

|          |           |           |
| Cera 77’ | Marcatori | 59’ Cosma |

| Vicenza 31 dicembre 1967 13ª giornata | Lanerossi Vicenza | 0 – 0 | Sampdoria | Stadio Romeo Menti\| Arbitro: \| Sbardella (Roma) \| |
| Arbitro:                              | Sbardella (Roma)  |       |           |                                                      |

| Arbitro: | Lattanzi (Roma) |

|  |           |            |
|  | Marcatori | 53’ Schutz |

| Arbitro: | Torelli (Milano) |

|                               |           |          |
| Maraschi 8’, 80’ Brugnera 49’ | Marcatori | 87’ Gori |

#### Girone di ritorno
| Arbitro: | Vacchini (Milano) |

|            |           |  |
| Combin 75’ | Marcatori |  |

| Arbitro: | Motta (Monza) |

|                                    |           |  |
| Rozzoni 78’ (rig.) 84’, 86’ (rig.) | Marcatori |  |

| Arbitro: | D'Agostini (Roma) |

|                 |           |               |
| Vinicio 3’, 62’ | Marcatori | 63’ Facchetti |

| Arbitro: | Gonella (Torino) |

|            |           |  |
| Vinicio 8’ | Marcatori |  |

| Arbitro: | Torelli (Milano) |

|                           |           |  |
| Ferrario 72’ Pascutti 75’ | Marcatori |  |

| Arbitro: | Sbardella (Roma) |

|  |           |             |
|  | Marcatori | 8’ Altafini |

| Arbitro: | Gonella (Torino) |

|            |           |                 |
| Corelli 1’ | Marcatori | 85’ (rig.) Gori |

| Vicenza 10 marzo 1968 23ª giornata | Lanerossi Vicenza  | 0 – 0 | Roma | Stadio Romeo Menti\| Arbitro: \| Picasso (Chiavari) \| |
| Arbitro:                           | Picasso (Chiavari) |       |      |                                                        |

| Arbitro: | De Robbio (Torre Annunziata) |

|                       |           |  |
| Hamrin 16’ Rivera 62’ | Marcatori |  |

| Arbitro: | Pieroni (Roma) |

|              |           |  |
| De Paoli 39’ | Marcatori |  |

| Arbitro: | Monti (Ancona) |

|                               |           |                 |
| Gori 6’, 58’, 89’ Vinicio 73’ | Marcatori | 61’ Dell'Angelo |

| Arbitro: | D'Agostini (Roma) |

|                              |           |              |
| Demarco 18’, 69’ Bicicli 49’ | Marcatori | 26’ Hitchens |

| Arbitro: | Monti (Ancona) |

|                       |           |  |
| Frustalupi 30’ (rig.) | Marcatori |  |

| Brescia 5 maggio 1968 29ª giornata | Brescia          | 0 – 0 | Lanerossi Vicenza | Stadio Mario Rigamonti\| Arbitro: \| Gonella (Torino) \| |
| Arbitro:                           | Gonella (Torino) |       |                   |                                                          |

| Arbitro: | Lo Bello (Siracusa) |

|             |           |  |
| Vinicio 45’ | Marcatori |  |

### Coppa Italia
| Arbitro: | Giunti (Arezzo) |

|             |           |                             |
| Bicicli 76’ | Marcatori | 27’ Rigotto 42’ Dell'Angelo |

## Statistiche

### Statistiche di squadra
| Competizione | Punti | In casa | In casa | In casa | In casa | In casa | In casa | In trasferta | In trasferta | In trasferta | In trasferta | In trasferta | In trasferta | Totale | Totale | Totale | Totale | Totale | Totale | DR |
| Competizione | Punti | G       | V       | N       | P       | Gf      | Gs      | G            | V            | N            | P            | Gf           | Gs           | G      | V      | N      | P      | Gf     | Gs     | DR |
| ------------ | ----- | ------- | ------- | ------- | ------- | ------- | ------- | ------------ | ------------ | ------------ | ------------ | ------------ | ------------ | ------ | ------ | ------ | ------ | ------ | ------ | -- |
| Serie A      | 25    | 15      | 8       | 4       | 3       | 18      | 10      | 15           | 0            | 5            | 10           | 4            | 20           | 30     | 8      | 9      | 13     | 22     | 30     | -8 |
| Coppa Italia |       | 1       | 0       | 0       | 1       | 1       | 2       | -            | -            | -            | -            | -            | -            | 1      | 0      | 0      | 1      | 1      | 2      | -1 |
| Totale       |       | 16      | 8       | 4       | 4       | 19      | 12      | 15           | 0            | 5            | 10           | 4            | 20           | 31     | 8      | 9      | 14     | 23     | 32     | -9 |

### Statistiche dei giocatori
| Giocatore    | Serie A  | Serie A | Coppa Italia | Coppa Italia | Totale   | Totale |
| Giocatore    | Presenze | Reti    | Presenze     | Reti         | Presenze | Reti   |
| ------------ | -------- | ------- | ------------ | ------------ | -------- | ------ |
| A. Bardin    | 5        | -7      | -            | -            | 5        | -7     |
| M. Bicicli   | 21       | 1       | 1            | 1            | 22       | 2      |
| M. Calosi    | 28       | 0       | 1            | 0            | 29       | 0      |
| S. Carantini | 28       | 0       | 1            | 0            | 29       | 0      |
| N. Ciccolo   | 3        | 0       | -            | -            | 3        | 0      |
| G. Cosma     | 6        | 1       | 1            | 0            | 7        | 1      |
| H. Demarco   | 26       | 3       | 1            | 0            | 27       | 3      |
| R. De Petri  | 1        | 0       | -            | -            | 1        | 0      |
| D. Fontana   | 26       | 1       | -            | -            | 26       | 1      |
| S. Gori      | 30       | 8       | 1            | 0            | 31       | 8      |
| I. Gregori   | 30       | 0       | 1            | 0            | 31       | 0      |
| L. Menti     | 9        | 0       | 1            | 0            | 10       | 0      |
| W. Negri     | 25       | -23     | 1            | -2           | 26       | -25    |
| G. Piampiani | 14       | 0       | 1            | 0            | 15       | 0      |
| M. Rossetti  | 28       | 0       | -            | -            | 28       | 0      |
| M. Russo     | 1        | 0       | -            | -            | 1        | 0      |
| L. Vinicio   | 25       | 7       | 1            | 0            | 26       | 7      |
| G. Volpato   | 24       | 0       | 1            | 0            | 25       | 0      |